# Schleierfall (Rettenbach)
Schleierfall – wodospad na strumieniu Rettenbach w górach Kaisergebirge, w Tyrolu w zachodniej Austrii. Od wodospadu potok Rettenbach stanowi granicę między gminami Going am Wilden Kaiser i St. Johann in Tirol.
Do wodospadu Schleierfall można dotrzeć pieszo z parkingu oddalonego o około 45 minut spacerem. Istnieje możliwość przejścia za kurtyną wodną wodospadu.
Ściany skalne koło wodospadu są wykorzystywane do uprawiania wspinaczki. Znajdują się tam trasy wspinaczkowe: Open Air, Fugu, Mongo, Weiße Rose. Trasa Mongo o poziomie trudności 9a (UIAA XI). Trasa ta o długości około 25 metrów i przewieszona pod kątem 40° jest jedną z najtrudniejszych tras na świecie.